# Ханна Нью
Ханна Нью (англ. Hannah New; 13 травня 1984, Лондон, Велика Британія) — британська акторка та модель. Найбільш відома за роллю Елеонори Гатрі в серіалі «Чорні вітрила» про «золоту добу піратства».

## Раннє життя та освіта
Народилася в Белхемі в Лондоні і є молодшою із трьох сестер. У віці чотирьох років вона навчалася у балетній школі. Пізніше вона вступила до Національного молодіжного театру (National Youth Theatre). Інтерес до інших культур спонукав її відвідати понад двадцять країн, у тому числі провести 3 місяці в дитячому будинку в Болівії 2003 року. Після подорожі по всьому світу вона вивчала англійську та іспанську мови в Лідському університеті. Нью переїхала до Іспанії, де вона надалі вивчала іспанську мову. Щоб оплачувати навчання, вона вирішила стати моделлю, уклавши контракт з View Management та працювала у Мадриді та Барселоні.
Навчалася у Центральній школі мови та драми (англ. Central School of Speech and Drama) та отримала диплом з відзнакою у 2011 році.
Вільно розмовляє іспанською.

## Кар'єра
Кар'єру Ханни Нью розпочала Стейсі Кастро — американська менеджерка талантів, — яка знайшла її в Барселоні у 2009 році під час пошуку британського кастинг-директора Сьюзі Фіггіс, акторки для ролі «Лукреції Борджіа» в телесеріалі «Борджіа».
У 2010 році їй запропонували роль у телевізійному шоу «Мережево долі», екранізації однойменного роману Марії Дуеньяс. Вона зіграла Розалінду Фокс, молоду англійку, яка є коханкою Хуана Луїса Бейгбедера та подругою Сіри Кіроги.
У 2011 році вона зіграла головну роль у пілотному телесеріалі «Притулок».
Нью керувала Кастро до 2012 року, коли вона приєдналася до акторського складу телешоу Starz «Чорні вітрила». Вона грала Елеонор Гатрі, доньку Річарда Гатрі, власника салону, який керує нелегальним бізнесом її батька в Нассау. Нью зіграла у всіх чотирьох сезонах шоу, яке транслювалося до 2017 року.
Крім акторської майстерності, Нью знайшла час, щоб піднятися на гору Кіліманджаро для благодійної організації Intyatyambo Community Project у 2015 році, а також викладала англійську для школярів у Хайєліці під час її відпустки від зйомок телесеріалу «Чорні вітрила».
Нью зіграла королеву Лейлу, матір принцеси Аврори, у фільмі Disney Малафісента, який вийшов 30 травня 2014 року.
У 2014 році Нью отримала головну роль у сюжетному трилері «Під ліжком», в якому молода жінка намагається подолати недавній романтичний розрив, а сталкер подружився з нею в соціальних мережах і поселяється під її ліжком. Фільм вийшов на екрани в 2017 році.
Протягом 2019 року Нью зіграла Елізабет Крукшенк у фільмі «Край світу», який вийшов у 2021 році.[16]

## Телебачення
- Чорні вітрила (2014—2017)
- Траст (2018)
- Нитки долі (2013—2014)

## Фільми
- Гірська лихоманка (2022)
- Малафісента (2014)